# Kiesewetter
Kiesewetter ist ein deutscher Familienname.

## Namensträger

### Familienname
- Alexander Alexandrowitsch Kiesewetter (1866–1933), russischer Historiker und Publizist
- André Kiesewetter (* 1969), deutscher Skispringer
- B. Kiesewetter (1881–1974), deutschamerikanischer Zahnarzt und Sammler von Gebrauchsgrafik, siehe  Hans Sachs (Sammler)
- Benjamin Kiesewetter (Politiker) (1853–1934), deutscher Kaufmann und Politiker
- Benjamin Kiesewetter (Philosoph) (* 1979), deutscher Philosoph
- Benjamin Kiesewetter (Schauspieler) (* 1985), deutscher Schauspieler, Hörspiel- und Synchronsprecher
- Bruno Kiesewetter (1892–1968), deutscher Wirtschaftswissenschaftler
- Carl Kiesewetter (Karl Kiesewetter; 1854–1895), deutscher Theosoph und Okkultist
- Caroline Kiesewetter (* 1974), deutsche Schauspielerin und Sängerin
- Doris Kiesewetter (um 1870–nach 1917), deutsche Chefredakteurin und Modeschneiderin
- Ekkehard Kiesewetter (* 1934), deutscher Schauspieler und Regisseur
- Emil Kiesewetter (1845–1924), US-amerikanischer Buchhalter, Soldat und Politiker
- Georg Iwanowitsch Kiesewetter (1808–1857), russischer Architekt
- Gustav Kiesewetter (1926–2009), deutscher Maschinenschlosser, Modelleisenbahner und Politiker (LDPD)
- Hieronymus Kiesewetter (1512–1586), deutscher Rittergutsbesitzer und Kanzler
- Holger Kiesewetter (* 1947), deutscher Mediziner
- Horst Kiesewetter (Fußballspieler, 1924) (1924–1977), deutscher Fußballtorwart
- Horst Kiesewetter (Fußballspieler, 1946) (* 1946), deutscher Fußballspieler
- Hubert Kiesewetter (* 1939), deutscher Historiker
- Jan Kiesewetter (* 1984), deutscher Jazzmusiker
- Jerome Kiesewetter (* 1993), deutscher Fußballspieler
- Johann Gottfried Kiesewetter (1766–1819), deutscher Philosoph
- Johann Christoph  Kiesewetter (1666–1744), deutscher Pädagoge und Philologe
- Jörg Kiesewetter (* 1980), deutscher Politiker (CDU)
- Karl Kiesewetter (Musiker) (1777–1827), deutscher Violinist
- Karl Kiesewetter (Tiermediziner) (1887–1965), deutscher Generalveterinär
- Knut Kiesewetter (1941–2016), deutscher Musiker, Liedermacher und Produzent
- Lumír Kiesewetter (1919–1973), tschechoslowakischer Speerwerfer
- Marion Kiesewetter (aktiv im frühen 21. Jh.), deutsche Köchin und Autorin
- Max Kiesewetter (1954–1914), deutscher Buchhändler, Schriftsteller und Dichter
- Michèle Kiesewetter (1984–2007), deutsche Polizeimeisterin und Opfer neonazistischer Gewalt
- Peter Kiesewetter (1945–2012), deutscher Komponist und Musikjournalist
- Raphael Georg Kiesewetter (1773–1850), österreichischer Musikwissenschaftler
- Roderich Kiesewetter (* 1963), deutscher Oberst und Politiker (CDU), MdB
- Sigrun Kiesewetter (1939–2019), deutsche Sängerin und Schriftstellerin
- Thomas Kiesewetter (* 1963), deutscher Künstler, Bildhauer, Maler, Zeichner
- Tomasz Kiesewetter (1911–1992), polnischer Komponist, Dirigent und Musikpädagoge
- Wilhelm Kiesewetter (Maler) (1811–1865), deutscher Maler und Ethnograph
- Wilhelm Kiesewetter (Politiker) (1853–1925), tschechischer Journalist und Politiker, Abgeordneter zum Österreichischen Abgeordnetenhaus
- Wolfgang Kiesewetter (1924–1991), deutscher Diplomat

### Fiktive Figuren
- Bonifazius Kiesewetter, fiktive Gestalt in zotigen Unsinnsgedichten
- Fridolin Kiesewetter, fiktive Figur aus der Comicserie Tim und Struppi